# Leiurus nigellus
Espèce
Leiurus nigellus est une espèce de scorpions de la famille des Buthidae.

## Distribution
Cette espèce est endémique de la province de Médine en Arabie saoudite. Elle se rencontre dans le gouvernorat d'Al-'Ula vers Al Buriakah.

## Description
La femelle holotype mesure 104,21 mm et le mâle paratype 81,25 mm, les femelles mesurent de 85,80 à 104,21 mm.

## Systématique et taxinomie
Cette espèce a été décrite par Abu Afifeh, Aloufi et Al-Saraireh en 2023.

## Publication originale
- Afifeh, Aloufi, Al-Saraireh, Badry, Al-Qahtni & Amr, 2023 : « A new remarkable species of Leiurus Ehrenberg, 1828 from Saudi Arabia (Scorpiones: Buthidae). » Ecologica Montenegrina, vol. 69, p. 91-106 (texte intégral).